# Димитър Петков (революционер)
Димитър Петков Даскалов е български революционер, деец на Вътрешната македоно-одринска революционна организация.

## Биография
Роден е в 1885 година в старозагорското село Войниците, Източна Румелия. Влиза във ВМОРО и активно участва в националноосвободителните борби на българите в Македония. По времето на Илинденско-Преображенското въстание е в четата на Михаил Герджиков и по-точно в IV чета на Димитър Ташев.
След потушаването на въстанието се завръща в България. Член е на Българската комунистическа партия и е един от основателите на партийната организация в родното му село в 1919 година. Взема дейно участие в подготовката на Септемврийското въстание. По време на въстанието участва в боя за Стара Загора. След неуспеха му е убит заедно с двамата си братя на 1 октомври 1923 година в местността Аязмото край Стара Загора.